# Модель Хекшера — Олина — Самуэльсона
Модель Хекшера — Олина — Самуэльсона — неоклассическая модель международной торговли, состоящая из теории Хекшера — Олина, теоремы Столпера — Самуэльсона, теоремы Лернера — Самуэльсона и теоремы Рыбчинского.
Страна экспортирует товар, для производства которого интенсивно используется её относительно избыточный фактор производства, и импортирует товары, для производства которых она испытывает относительный недостаток факторов производства. 
Основателями модели, которая сменила классическую модель международной торговли Рикардо, являются шведские экономисты Эли Хекшер и Бертил Олин, а также американский экономист Пол Самуэльсон.

## История создания
В начале XX века классическая модель внешней торговли Роберта Торренса и Давида Рикардо, предложенная ими в 1815—1817 годах, стала подвергаться критике. На смену старой модели стала формироваться неоклассическая модель внешней торговли Хекшера — Олина — Самуэльсона, в которую вошла теория Хекшера — Олина. В 1919 году опубликована работа Э. Хекшера «Влияние внешней торговли на распределение дохода», а в 1933 году монография Б. Олина «Межрегиональная и международная торговля» (английский перевод его докторской диссертации 1924 года), которые и сформировали теорию, объясняющая различия в сравнительных издержках разницей в предложении факторов производства, а не влияющими на производительность природными расхождениями, как это делала классическая теория.
В 1941 году Вольфганг Столпер и Пол Самуэльсон, опубликовав совместную статью «Протекционизм и реальная заработная плата», дополнили модель теоремой Столпера — Самуэльсона.
В 1933 году выходит статья Абби Лернера «Цены на факторы производства и международная торговля» (повторно опубликована в 1952 году), а в 1948 году выходит статья П. Самуэльсона «Международная торговля и выравнивание цен факторов производства», в 1949 году «Еще раз о международном выравнивании цен факторов производства», и в 1953 году «Цены факторов производства и товаров в состоянии общественного равновесия», — в работах дано описание теоремы выравнивания цен на факторы производства, вошедшей в модель. Впоследствии теорема была названа в честь создателей теорема Лернера—Самуэльсона.
Нобелевский лауреат по экономике Василий Леонтьев, проверяя выводы теории Хекшера — Олина, выявил в 1953 году парадокс Леонтьева. Леонтьев, анализируя внешнюю торговлю США за 1947 год, обнаружил, что доля трудоёмких товаров в торговом балансе США высока, то есть США, где капитал был избыточен, продавали остальным странам трудоёмкие товары в обмен на относительно капиталоемкие.
Парадокс Леонтьева оживил дискуссию о данной модели и привёл к ряду дополнений, в том числе к теореме воздействия роста факторов на производство в отраслях, которая в 1955 году впервые была опубликована  в статье «Начальный запас факторов и относительные цены товаров» британского экономиста Тадеуша Рыбчинского, а последующая научная дискуссия присвоила теореме имя основателя: Теорема Рыбчинского.
В 1965 году американский экономист Рональд Джонс к теореме Рыбчинского и к теореме Столпера — Самуэльсона добавил эффект усиления Джонса о непропорциональности воздействия факторов. Впоследствии выводы работы Джонса стали называться как теорема Самуэльсона — Джонса.

## Допущения
Неоклассическая модель международной торговли имеет ряд допущений:
- экономика состоит из двух отраслей (товаров) — X и Y, используется два фактора производства — капитал К и труд L, существует две страны A и B, закрытая экономика;
- факторы производства являются внутри страны совершенно мобильными и немобильными между странами;
- оба фактора производства полностью используются в производстве товаров при различной интенсивности использования;
- технология производства неизменна (относительная интенсивность фиксирована);
- постоянная отдача от масштаба, производственные функции выпуклы от начала координат;
- страны не различаются между собой по используемым технологиям, то есть технология едина;
- объём предложения факторов производства задан экзогенно и фиксирован;
- страны различаются между собой объёмами обеспеченности факторами производства;
- предельные нормы трансформации между двумя товарами в производстве и предельные нормы субституции между двумя товарами в потреблении равны;
- экономики стран имеют сравнительные преимущества в связи с различиями в обеспеченности факторов производств;
- предпочтения (функция полезности) домохозяйств однородны, гомотетичны, кроме этого выполняются все свойства: полны, рефлексивны, транзитивны, непрерывны, локально не насыщаемы, строго вогнуты;
- домохозяйства имеют одинаковые функции полезности, не различаются между собой;
- совершенная конкуренция на всех рынках;
- отсутствуют искажения: транзакционные издержки, транспортные расходы, налоговая политика, тарифное регулирование и нетарифное регулирование;
- внешняя торговля между странами сбалансирована;
- в обеих странах нет полной специализации.

## Утверждения

Модель Хекшера—Олина—Самуэльсона: теория Хекшера-Олина, теорема Столпера—Самуэльсона, теорема Лернера—Самуэльсона

При выполнении вышеприведенных допущений, теория Хекшера — Олина гласит, что страны экспортируют товары с избыточными и дешевыми факторами производства для данной страны и импортируют товары с дефицитными и дорогими факторами.
Следствием теории является специализация стран на производстве и экспорте избыточного и дешевого фактора производства за счет сравнительных преимуществ страны, обеспеченности факторами производства.
Согласно теореме Столпера — Самуэльсона, торговля приводит к росту вознаграждения фактора, интенсивно используемого в производстве товара, цена на который растёт, и снижению вознаграждения фактора, интенсивно используемого в производстве товара, цена на который падает, вне зависимости от того, какова структура потребления этих товаров владельцами факторов производства.
Следствием теоремы является то, что чем больше страна специализирована (имеет концентрацию фактора) на экспортном факторе производства, тем больше она выигрывает в результате внешней торговли, и чем выше концентрация фактора в производстве, конкурирующего с импортом продукции, тем больше она теряет в результате внешней торговли.
Теорема Лернера — Самуэльсона: торговля между странами приводит к выравниванию цен не только на товары, но и на факторы производства.
Между странами выравниваются ставки заработной и арендной платы вне зависимости от существующей структуры спроса или обеспеченности факторами производства, что не стимулирует миграцию факторов производства между странами.
Согласно теореме Рыбчинского и утверждению Джонса, увеличение предложения одного из факторов производства приводит к большему процентному увеличению производства и к росту доходов в той отрасли, в которой фактор используется интенсивнее, и к сокращению выпуска товара, связанного с использованием относительно меньшего объёма того же фактора.
Следствием утверждения является голландская болезнь и деиндустриализация страны.

## Общее равновесие модели

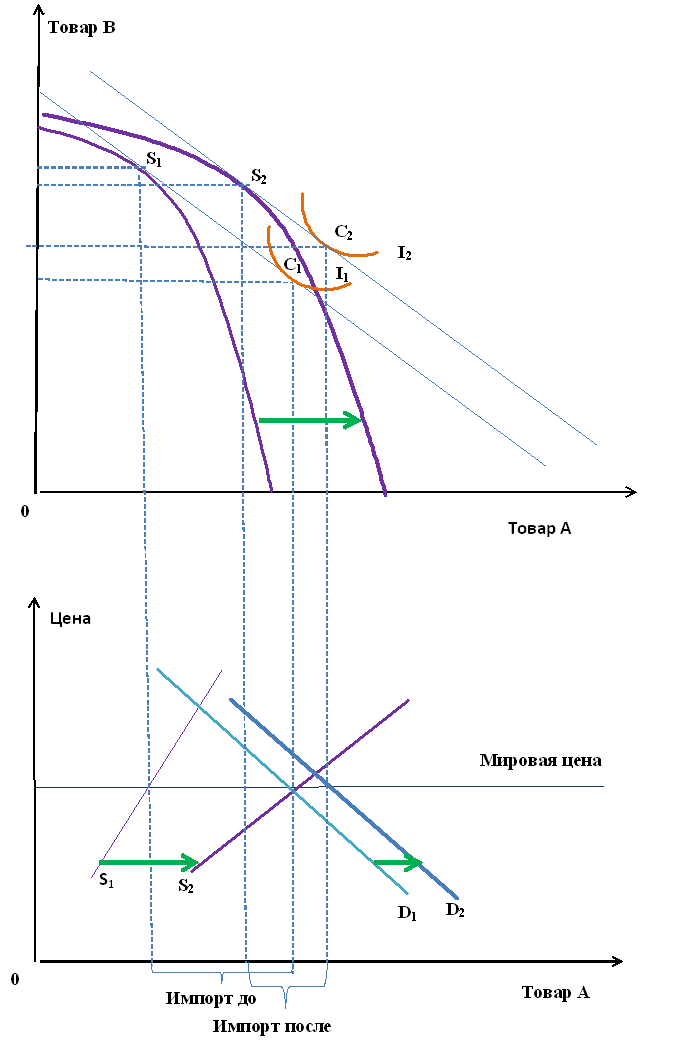
Модель Хекшера — Олина — Самуэльсона: теорема Рыбчинского

Рассматривая график «Модель Хекшера — Олина — Самуэльсона: теория Хекшера — Олина», находим, что в условиях автаркии (отсутствия торговли) регион {\displaystyle A} находится в точке равновесия {\displaystyle A^{A}}, а регион {\displaystyle B} в точке равновесия {\displaystyle A^{B}}.
Относительная цена товара {\displaystyle G_{1}} в регионе {\displaystyle B} выше, чем в регионе {\displaystyle A}, а относительная цена товара {\displaystyle G_{2}} ниже. В регионе {\displaystyle A} наоборот.
Регион {\displaystyle A} переходит из точки производства {\displaystyle A^{A}} в точку {\displaystyle P^{A}}, а регион {\displaystyle B} в точку {\displaystyle P^{B}}, благодаря торговле происходит специализация региона за счет выпуска и экспорта фактороизбыточных товаров, - всё в рамках теории Хекшера-Олина.
Изменения в спросе повлияют и на сдвиг в структуре производства каждого региона вдоль кривой производственных возможностей, увеличивая интенсивность использования избыточного фактора до момента пока межрегиональная торговля не сравняет соотношение цен на неком равновесном уровне (прямая {\displaystyle P^{A}C^{A}P^{B}}), цены выравниваются, что в рамках теории Лернера-Самуэльсона.
Теперь оба региона потребляют в точках {\displaystyle C^{A}} и {\displaystyle C^{B}}, лежащих на более высокой общественной кривой безразличия, чем до торговли (точки {\displaystyle A^{A}} и {\displaystyle A^{B}}), и расположенных выше границ производственных возможностей каждого региона. Таким образом, оба региона выигрывают от торговли.
Рассматривая график «Модель Хекшера — Олина — Самуэльсона: теорема Рыбчинского», находим, что рост предложения интенсивно использующего фактора производства (капитала {\displaystyle K}) в отрасли (товара {\displaystyle A}), конкурирующего с импортом, ведёт к снижению доходности капитала, увеличивая объём производства капиталоёмкого товара {\displaystyle A} внутри страны. Выпуск внутреннего капиталоёмкого товара {\displaystyle A} растёт быстрее, чем выпуск трудоёмкого товара {\displaystyle B}, - происходит процесс замещения импортных товаров за счет удешевления значимого фактора для интенсивно используемого фактора. Рост капитала расширил производственные возможности, сместил кривую предложения вправо, уменьшив выпуск трудоёмкого товара {\displaystyle B} с {\displaystyle S_{1}} к {\displaystyle S_{2}}, подняв кривую безразличия с {\displaystyle I_{1}} к {\displaystyle I_{2}}.

## Критика
Слабыми местами модели Хекшера — Олина — Самуэльсона являются нереалистичность допущений:
- совершенной конкуренции на рынке, фиксированного предложения труда и капитала, существования только двух факторов производства;
- единой технологии в странах, единых предпочтений в различных регионах;
- однородности труда и капитала, необходимости ввода понятий квалифицированного и неквалифицированного труда, так как регионы с квалифицированными работниками специализируются на трудоёмких товарах;
- постоянной отдачи от масштаба в силу того, что всегда существует внутренняя экономия от масштаба или агломерационный эффект.

Существует так называемый парадокс Леонтьева: В. Леонтьев, анализируя внешнюю торговлю США за 1947 год, обнаружил, что доля трудоёмких товаров в торговом балансе США высока, то есть США, где капитал был избыточен, продавали остальным странам трудоёмкие товары в обмен на относительно капиталоемкие, что прямо противоречило выводам теории Хекшера — Олина.
Постепенный отказ от введённых выше предпосылок модели приводит к возникновению новой теории международной торговли.